# Спироксатрин
Спироксатрин — лекарство, которое действует как антагонист серотониновых рецепторов подтипа 5-HT1A и α2C-адренорецепторов. Он является структурным аналогом спиперона (спироперидола) и имеет также свойства блокатора дофаминовых рецепторов.